# Leo Houtsonen
Leo Houtsonen (ur. 25 października 1958 w Pieksämäki, zm. 5 czerwca 2019 w Kuopio) – fiński piłkarz występujący na pozycji pomocnika.

## Kariera klubowa
Houtsonen karierę rozpoczynał w 1975 roku w pierwszoligowym zespole KuPS. W sezonie 1976 wywalczył z nim mistrzostwo Finlandii, a w sezonach 1954 oraz 1977 wicemistrzostwo Finlandii. W 1978 roku odszedł do także pierwszoligowego klubu OPS. Dwa razy zdobył z nim mistrzostwo Finlandii (1979, 1980). W 1981 roku na jeden sezon wrócił do KuPS, jednak w 1982 roku ponownie przeszedł do OPS. Tym razem występował tam przez dwa sezony, a potem odszedł do KuPS. Grał tam do sezonu 1987. Następnie nie był graczem żadnego zespołu, a na sezon 1992 wrócił do KuPS, po czym zakończył karierę.

## Kariera reprezentacyjna
W reprezentacji Finlandii Houtsonen zadebiutował 5 kwietnia 1978 w przegranym 2:10 towarzyskim meczu ze Związkiem Radzieckim. 2 września 1981 w wygranym 2:1 pojedynku eliminacji Mistrzostw Świata 1982 z Albanią strzelił swojego jedynego gola w kadrze. W latach 1978–1986 w drużynie narodowej rozegrał 45 spotkań.